# Secuestro del autobús 174
El 12 de junio de 2000, a las 14h20, el autobús de la línea 174 (actualmente 105 - Troncal 5) (Centro-Gávea) de la empresa Amigos Unidos fue detenido en el barrio Jardim Botânico,  durante casi 5 horas, a punta de pistola por Sandro Barbosa do Nascimento, sobreviviente de la masacre de Candelária. el caso pasó a ser conocido como el Secuestro del autobús 174 y fue un episodio notable en la crónica policial de Río de Janeiro, en Brasil. La infancia de Sandro es retratada en el documental Ônibus 174, del director José Padilha, y cuenta cómo fue decisiva para la concepción de una personalidad criminal. Uno de los informes es que Sandro presenció el asesinato de su propia madre cuando tenía 8 años.
El caso fue catalogado por el portal Brasil Online (BOL) y el IG como uno de los crímenes que “conmocionaron” a Brasil.

## Historia

### Secuestro
La agonía de los pasajeros del autobús carioca que recorre la ruta 174 comenzó a las 14.20 El 12 de junio de 2000. En el barrio Jardim Botânico, hizo una señal el ladrón Sandro do Nascimento. Con pantalón corto, camiseta y un revólver calibre 38 en exhibición, saltó el torniquete y se sentó junto a una de las ventanas. Veinte minutos más tarde, uno de los pasajeros logró detener un coche de policía que pasaba por la calle. Posteriormente, el autobús fue interceptado por dos agentes de policía. En ese momento, el pánico ya se había apoderado de ella. El conductor y el revisor abandonaron el vehículo y algunos pasajeros también lograron escapar, saltando por las ventanillas y la puerta trasera. Sin embargo, el secuestrador tomó como rehenes a diez pasajeros. Luciana Carvalho fue una de las primeras a las que le pusieron un arma en la cabeza. Sandro la llevó al frente del autobús y quiso que ella condujera el vehículo. Fue allí donde el secuestrador disparó el primer tiro, un disparo a la ventanilla del autobús, destinado a intimidar a los fotógrafos y camarógrafos que se encontraban en el lugar.
Willians de Moura, que en ese momento era estudiante de administración de empresas, fue el primer rehén en ser liberado, dejando a otras diez personas, todas ellas mujeres. Tras la liberación de Willians, Sandro apuntó con el arma a la cabeza de Janaína Neves y la hizo escribir en las ventanas, con lápiz labial, frases como: "Va a matar a todos a las seis" y "tiene un pacto con el diablo".
Después de un tiempo, Sandro también libera a una mujer llamada Damiana Nascimento Souza. Damiana ya había sufrido dos derrames cerebrales y, en ese momento, volvió a sentirse mal y tuvo un tercer derrame cerebral. Según un reporte de la Revista Época, el derrame cerebral “la dejó sin habla ni movimiento en el lado izquierdo de su cuerpo. (…) Desde entonces camina con dificultad, se comunica por escrito y sólo dos motivos la hacen salir humilde de casa, en lo alto del Morro da Rocinha: ve al médico y deposita flores en el lugar de la tragedia".
Uno de los momentos más tensos fue cuando el ladrón caminaba de un lado a otro con una sábana sobre la cabeza de Janaína. Según ella, Sandro afirmó que contaría del uno al cien, y cuando llegara al final de la cuenta, la mataría. Sandro contó saltándose los números y, cuando llegó al número cien, hizo bajar a la rehén y fingió dispararle en la cabeza. Después de eso, amenazó: “Diputado, uno ya murió, otro morirá”.
Momentos de tensión y diálogo fueron el escenario entre los rehenes y Sandro durante mucho tiempo. A las 18:50 hora de Brasilia, Sandro decidió bajarse del autobús, utilizando como escudo a la profesora Geísa Firmo Gonçalves. Al descender, un policía del Grupo de Intervención Táctica intentó disparar a Sandro con una metralleta y acabó fallando, rozando al rehén en la barbilla. Geísa también acabó recibiendo otros tres tiros en la espalda, disparados por Sandro.

### Perpetrador
Sandro Barbosa do Nascimento (7 de julio de 1978 - 12 de junio de 2000) fue el autor de la crisis de rehenes del autobús 174 en el Jardim Botânico, Río de Janeiro, Brasil. Nascimento abordó un autobús público con la intención de robar a los pasajeros. Sin embargo, el incidente desembocó en una situación de rehenes, que fue retransmitida en directo por la mayoría de los canales de televisión nacionales brasileños.
Según la familia de Nascimento, él fue testigo del asesinato de su madre. Poco después del incidente, Nascimento se escapó de casa y se convirtió en un vagabundo en las calles.
En un momento, Nascimento residió en el área de Candelária, una iglesia histórica en Río de Janeiro, donde fue testigo de la masacre de la iglesia de Candelária, en la que la policía brasileña mató a ocho adolescentes e hirió a varios más, el 23 de julio de 1993. Nascimento salió ileso y citó el hecho como motivo para perpetrar su situación de rehenes.

### Resultado
Según el Instituto Médico Legal, Geisa recibió cuatro disparos. La primera vez por el arma del policía. Lo que debería haber sido el disparo letal contra Sandro rozó la barbilla de la chica. La reacción del bandido fue agacharse, utilizando a la joven como escudo. Al mismo tiempo, disparó a quemarropa, alcanzando el torso de Geisa y la mitad de su espalda.
Con su rehén muerto, Sandro quedó inmovilizado mientras una turba se apresuraba a intentar lincharlo. Lo subieron a la patrulla mientras otros agentes lo sujetaban. Sandro murió asfixiado en el interior. Según su tía Julieta Rosa do Nascimento, la trabajadora social Yvone Bezerra y su abuela Doña Elza da Silva (única persona que participó en su funeral), Sandro no era capaz de matar a nadie, pero según la policía de Río, Sandro se mostraba nervioso. y comportamiento agresivo e incluso le rompió el brazo a un oficial de policía y mordió a otros cuando supuestamente intentó quitarles un arma. Tras las acusaciones de que la muerte de Sandro fue accidental, los agentes de policía responsables de la muerte de Sandro fueron juzgados por asesinato y declarados inocentes. En noviembre de 2001, la línea 174 cambió su número a 158, luego a 143 y en febrero de 2016 a Troncal 5.
Geísa Firmo Gonçalves fue enterrada en Fortaleza, CE, en el cementerio de Bom Jardim. A su entierro asistieron más de 3.000 personas.
Sandro Barbosa do Nascimento fue enterrado el 14 de junio de 2000 en una tumba poco profunda en el cementerio de Caju, en Río de Janeiro. Sandro fue enterrado como un pobre y a su entierro asistió únicamente su tía, quien se refirió a sí misma como la madre del secuestrador.

### Ruta del autobús
El número "174" se utilizó para identificar una ruta de autobús específica entre Central do Brasil y Gávea. Debido al estigma que generó este incidente, la ruta pasó a denominarse "158" en noviembre de 2001, luego a "143" y en febrero de 2016 a "Troncal 5".

### Películas
El caso fue retratado en dos películas:
- En 2002 se estrenó el documental Ônibus 174, del director José Padilha.
- En 2008, fue retratada en formato ficticio por el director Bruno Barreto, en la película titulada Última Parada 174. Donde hechos reales recuerdan a los espectadores los hechos ocurridos en aquel episodio.